# Super Rapid Train
Der Super Rapid Train, auch bekannt als SRT, ist eine Hochgeschwindigkeitszugverbindung in Südkorea, betrieben von der SR Corporation. Diese verbindet den Bahnhof Suseo im Südosten Seouls mit den Bahnhöfen Busan, Mokpo, Yeosu, Jinju und Pohang. In Suseo kann in die GTX-Linie A sowie die U-Bahn Linien 3 und K2 umgestiegen werden.
Zwischen Suseo und Cheonan-Asan verlaufen circa 86 % der Strecke 50 Meter unter der Erde. Der Bahnhof Dongtan (erster Bahnhof nach Suseo) war der erste unterirdische Bahnhof mit Hochgeschwindigkeitsverkehr in Südkorea. Der SRT ist auf der Gyeongbu Line (Seoul-Busan) 8 Minuten schneller als der KTX, da er nur auf den Schnellfahrstrecken Suseo–Pyeongtaek, Gyeongbu und Honam verläuft. Die Schnellfahrstrecke Suseo-Pyeongtaek wurde ausschließlich für diese Verbindung erbaut.
Somit ergibt sich eine Fahrzeit nach Busan und Mokpo von etwas mehr als zwei Stunden.

## Branding
Vor der offiziellen Ankündigung verwendete das Ministerium für Land, Infrastruktur und Transport die vorläufige Bezeichnung Suseo-Hochgeschwindigkeitsstrecke (수서고속철도).
Im Oktober 2015 wurden drei Namen vorgeschlagen – SRT (Super Rapid Train), HSR (High-speed train of SR) und SRH (SR High-speed train), wovon ersterer gewählt wurde.
Trotz eines anderen Namens als der KTX bietet der SRT im Wesentlichen das gleiche Angebot. Bei gleichen Fahrzeugen und ähnlichen Routen unterscheidet sich hauptsächlich die nördliche Endstation: diese liegt in Suseo (Südliches Seoul) anstatt im Bahnhof Seoul.

## Elektrifizierung
Der SRT verwendet 25 kV AC entlang der gesamten Strecke und die Querverbindung mit Korail 1,5 kV DC. Im Bahnhof Suseo wird eine Stromschiene verwendet, bevor diese wenige Meter nach dem Verlassen des Bahnhofs in einen Fahrdraht übergeht. Die Bahnhöfe Mokpo und Busan werden jeweils mit 25 kV und 1,5 kV versorgt.

## Strecke
Legende
| ● | Alle Züge halten   |
| ○ | Manche Züge halten |
| △ | Wenige Züge halten |

### Gyeongbu Line (Suseo–Busan)
| Bahnhof         | Entfernung von Suseo | Entfernung von Suseo | Halt |
| Bahnhof         | km                   | mi                   | Halt |
| --------------- | -------------------- | -------------------- | ---- |
| Suseo           | 0,0                  | 0,0                  | ●    |
| Dongtan         | 32,6                 | 20,2                 | ○    |
| PyeongtaekJije  | 53,6                 | 33,3                 | △    |
| Cheonan–Asan    | 78,7                 | 48,9                 | ○    |
| Osong           | 107,3                | 66,6                 | ○    |
| Daejeon         | 142,5                | 88,5                 | ●    |
| Gimcheon (Gumi) | 216,3                | 134,4                | △    |
| Dongdaegu       | 269,4                | 167,3                | ●    |
| Gyeongju        | 318,4                | 197,8                | ○    |
| Ulsan           | 348,4                | 216,4                | ○    |
| Busan           | 400,1                | 248,6                | ●    |

### Honam Line (Suseo–Mokpo)
| Bahnhof          | Entfernung von Suseo | Entfernung von Suseo | Halt |
| Bahnhof          | km                   | mi                   | Halt |
| ---------------- | -------------------- | -------------------- | ---- |
| Suseo            | 0,0                  | 0,0                  | ●    |
| Dongtan          | 32,6                 | 20,2                 | ○    |
| PyeongtaekJije   | 53,6                 | 33,3                 | △    |
| Cheonan–Asan     | 78,7                 | 48,9                 | ○    |
| Osong            | 107,3                | 66,6                 | ○    |
| Gongju           | 151,1                | 93,8                 | △    |
| Iksan            | 197,1                | 122,4                | ●    |
| Jeongeup         | 239,2                | 148,6                | △    |
| GwangjuSongjeong | 289,7                | 189,0                | ●    |
| Naju             | 305,5                | 189,8                | △    |
| Mokpo            | 356,5                | 221,5                | △    |

## Fahrzeuge

### KTX-Sancheon

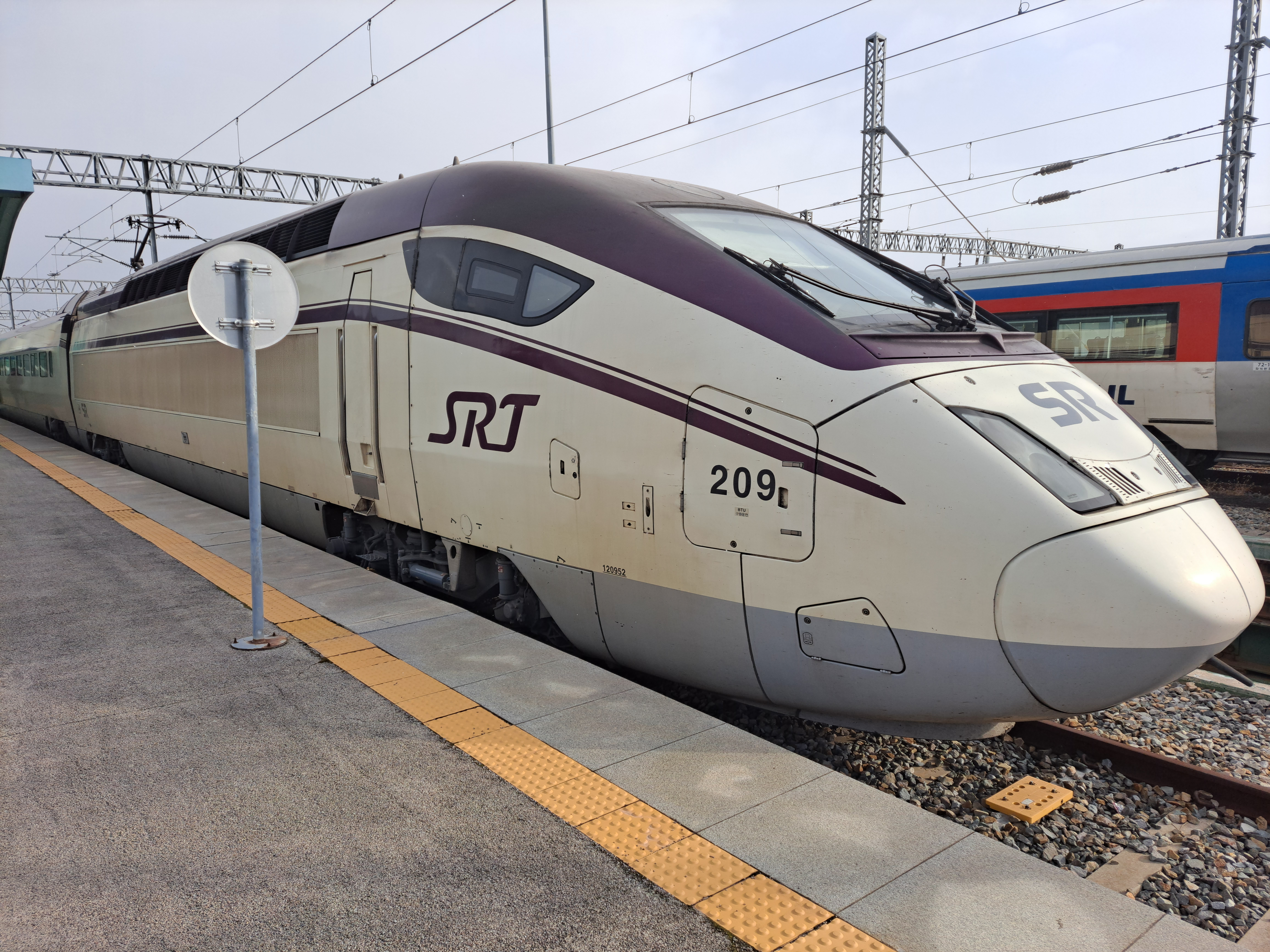
SRT Class 120000

Es werden 22 SRT Class 120000, 10 SRT Class 130000 (beide Typ KTX-Sancheon) Triebzüge verwendet. Die Class 120000 Triebzüge stammen ursprünglich vom KTX, bevor sie 2016 zum SRT übergingen. Die Class 130000 Triebzüge sind Neubauten.

## Erweiterung 2023
Nach der Inbetriebnahme 2016 bediente der SRT nur zwei Strecken, viele weitere Städte waren nur durch den KTX angebunden. Im November 2016 forderten die Städte Jinju und Yeosu den Betreiber auf, zusätzlich Züge auf der Jeolla Line (Suseo-Yeosu) einzusetzen. Im Dezember 2016 schlug der Bürgermeister von Pohang eine SRT-Verbindung nach Pohang über die Donghae Line vor. Im Januar 2021 forderte Changwon eine Verbindung über Changwon, die die Gyeongjeon Line nutzen soll. Zum September 2023 gingen alle drei Verbindungen in Betrieb, sowie zusätzliche Verlängerungen der vorgeschlagenen Strecken.

## Weiterführende Links
- Website der SR Corporation